# Județul Ilfov (interbelic)
Județul Ilfov a fost o unitate administrativă de ordinul întâi din Regatul României, aflată în regiunea istorică Muntenia. Reședința județului era municipiul București.

## Întindere

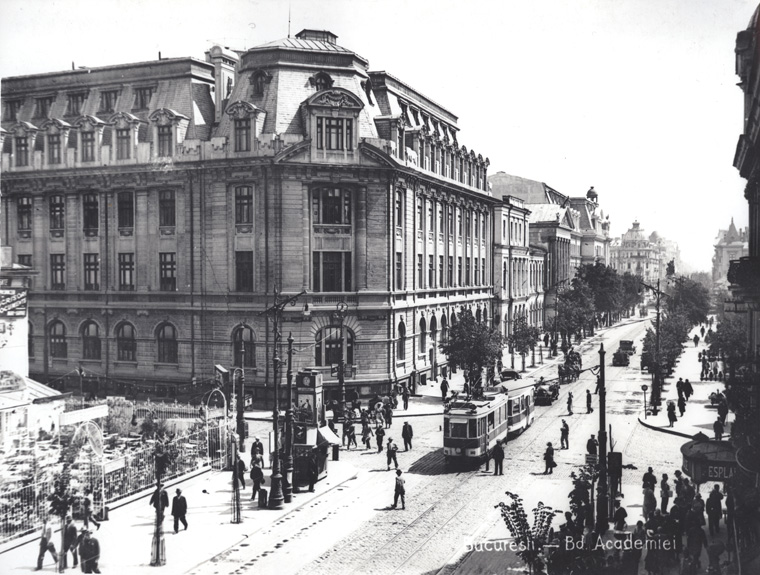
Vedere din centrul Bucureștiului din anul 1928. București era capitala Regatului României și reședința județului Ilfov în perioada interbelică.

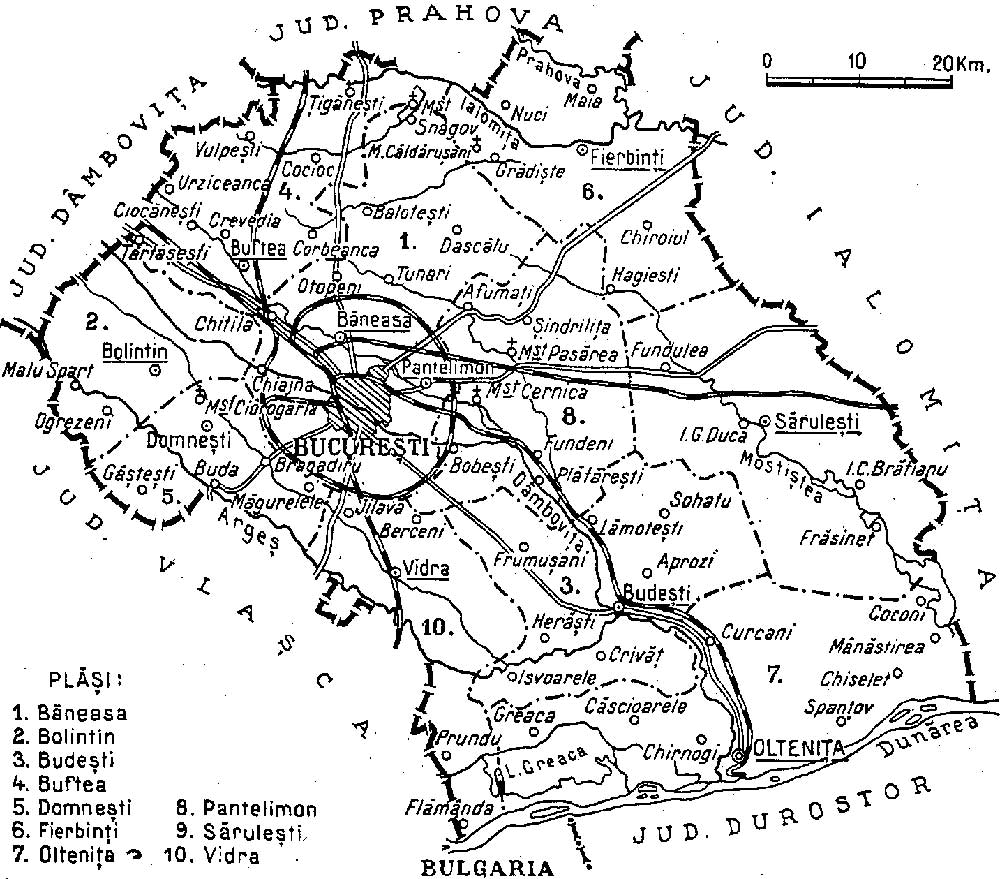
Harta județului, cu dispunerea și denumirea plășilor, în anul 1938.

Județul se afla în partea sudică a României Mari, în sudul regiunii Muntenia, în jurul și în sudul Bucureștiului. Actualmente teritoriul județului este împărțit între municipiul București și județele Ilfov, Dâmbovița, Ialomița, Călărași și Giurgiu. Se învecina la nord cu județele Prahova și Dâmbovița, la vest cu județul Vlașca, la est cu județul Ialomița, iar la sud cu județul Durostor.

## Organizare
Județul cuprindea municipiul București și orașul Oltenița, precum și comunele organizate inițial în șapte plăși, iar ulterior în zece plăși:
1. Plasa Băneasa (cu 39 de sate),
2. Plasa Bolintin (cu 38 de sate),
3. Plasa Budești (cu 31 de sate),
4. Plasa Fierbinți (cu 51 de sate),
5. Plasa Oltenița (cu 25 de sate),
6. Plasa Sărulești (cu 54 de sate),
7. Plasa Vidra (cu 28 de sate),
8. Plasa Buftea (cu 50 de sate, înființată ulterior),
9. Plasa Domnești (cu 44 de sate, înființată ulterior) și
10. Plasa Pantelimon (cu 43 de sate, înființată ulterior).

## Populație
Conform datelor recensământului din 1930 populația județului era de 999.562 de locuitori, dintre care 84,3% români, 7,0% evrei, 2,5% maghiari, 1,7% țigani, 1,5% germani ș.a. Structura confesională a județului se prezenta astfel: 84,5% ortodocși, 7,7% mozaici, 3,7% romano-catolici, 1,3% greco-catolici, 1,2% lutherani ș.a.

### Mediul urban
În anul 1930 populația urbană a județului era de 649.429 de locuitori, dintre care 77,7% români, 10,8% evrei, 3,7% maghiari, 2,2% germani, 1,2% țigani ș.a. Din punct de vedere confesional orășenimea era alcătuită din 76,4% ortodocși, 11,8% mozaici, 5,6% romano-catolici, 2,0% greco-catolici, 1,9% lutherani, 1,1% reformați ș.a.

## Materiale documentare

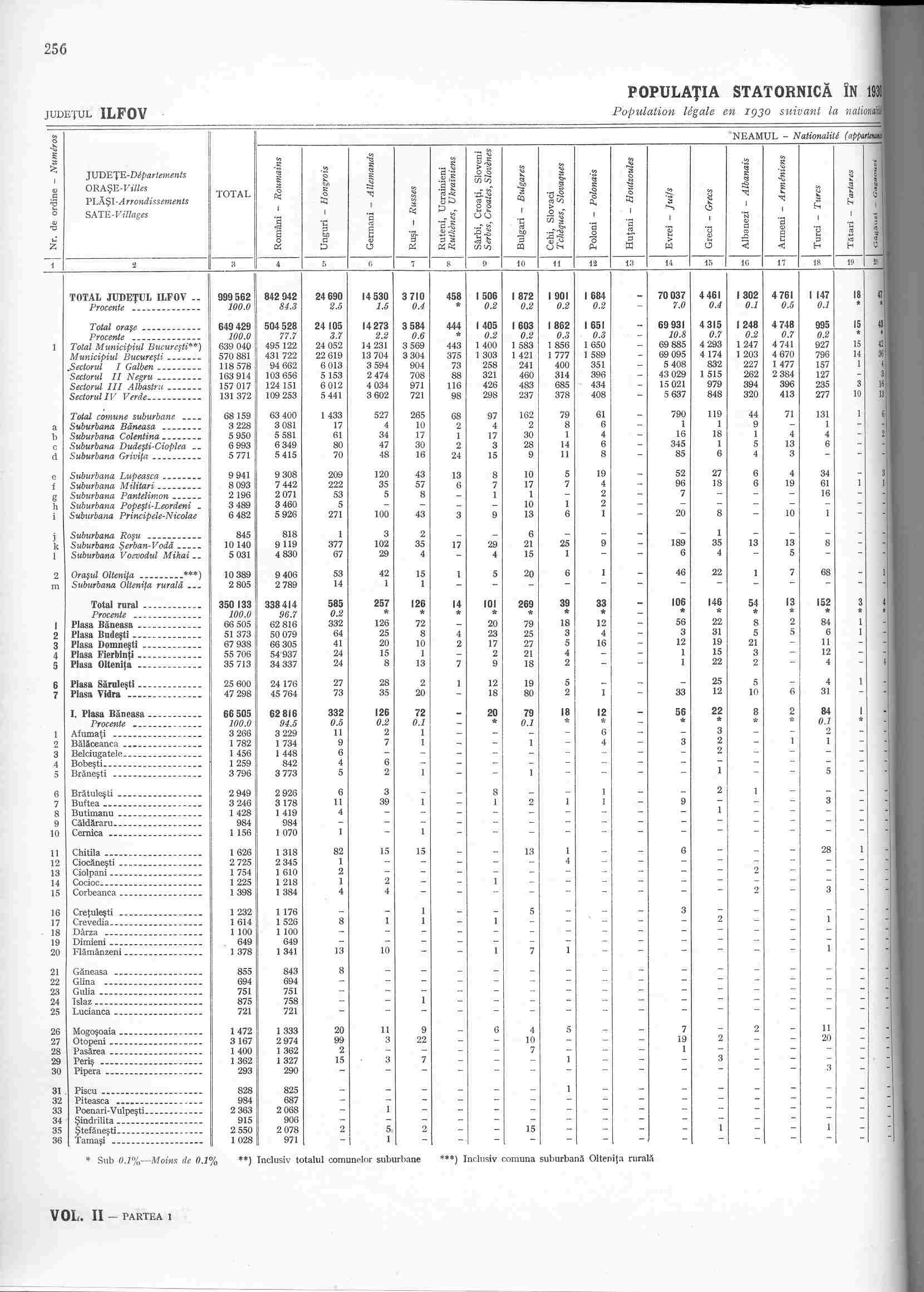
Populația județului în anul 1930, după etnie și limbă maternă
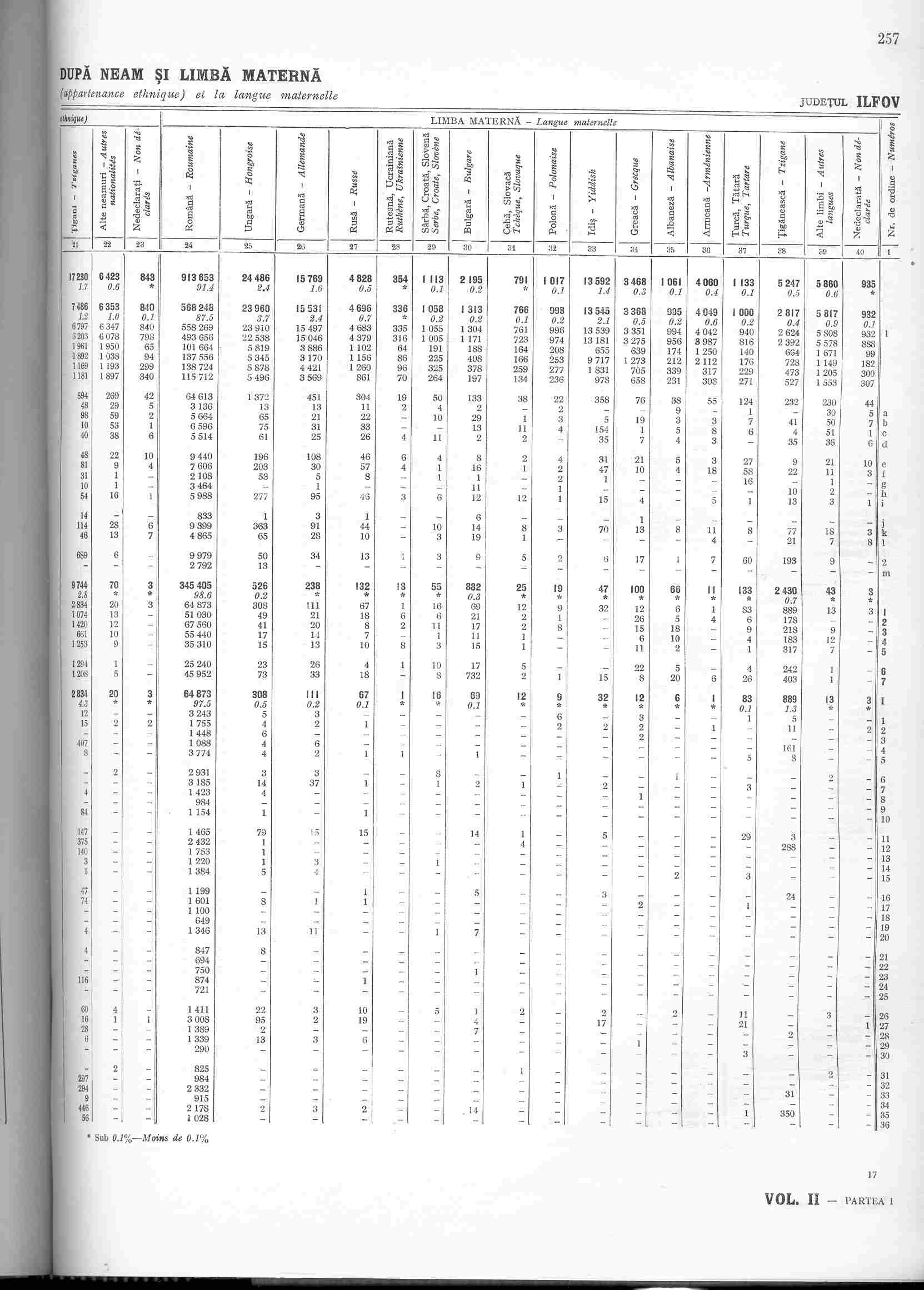
Populația județului în anul 1930, după etnie și limbă maternă
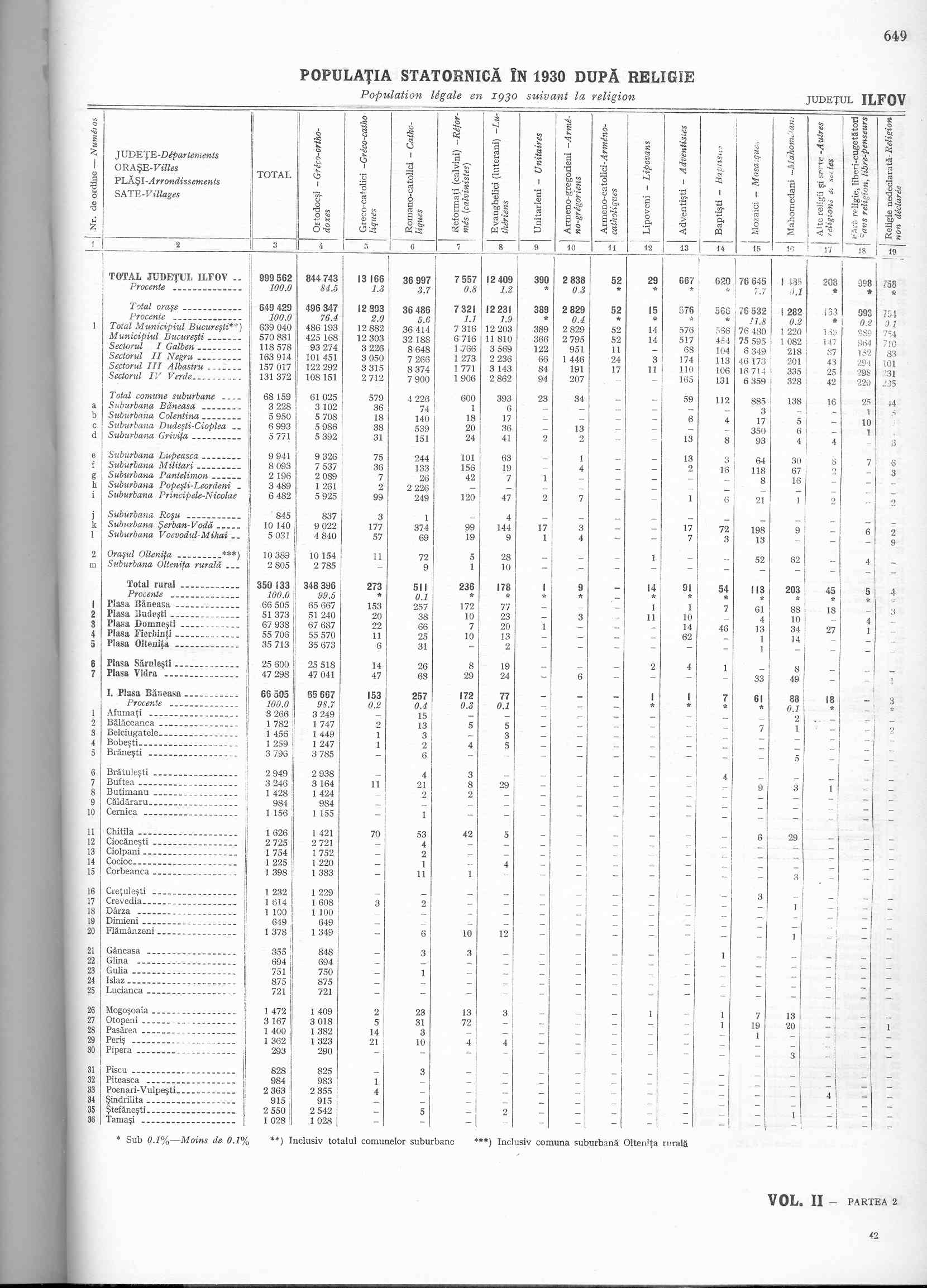
Populația județului în anul 1930, după religie